# Mistkäfer

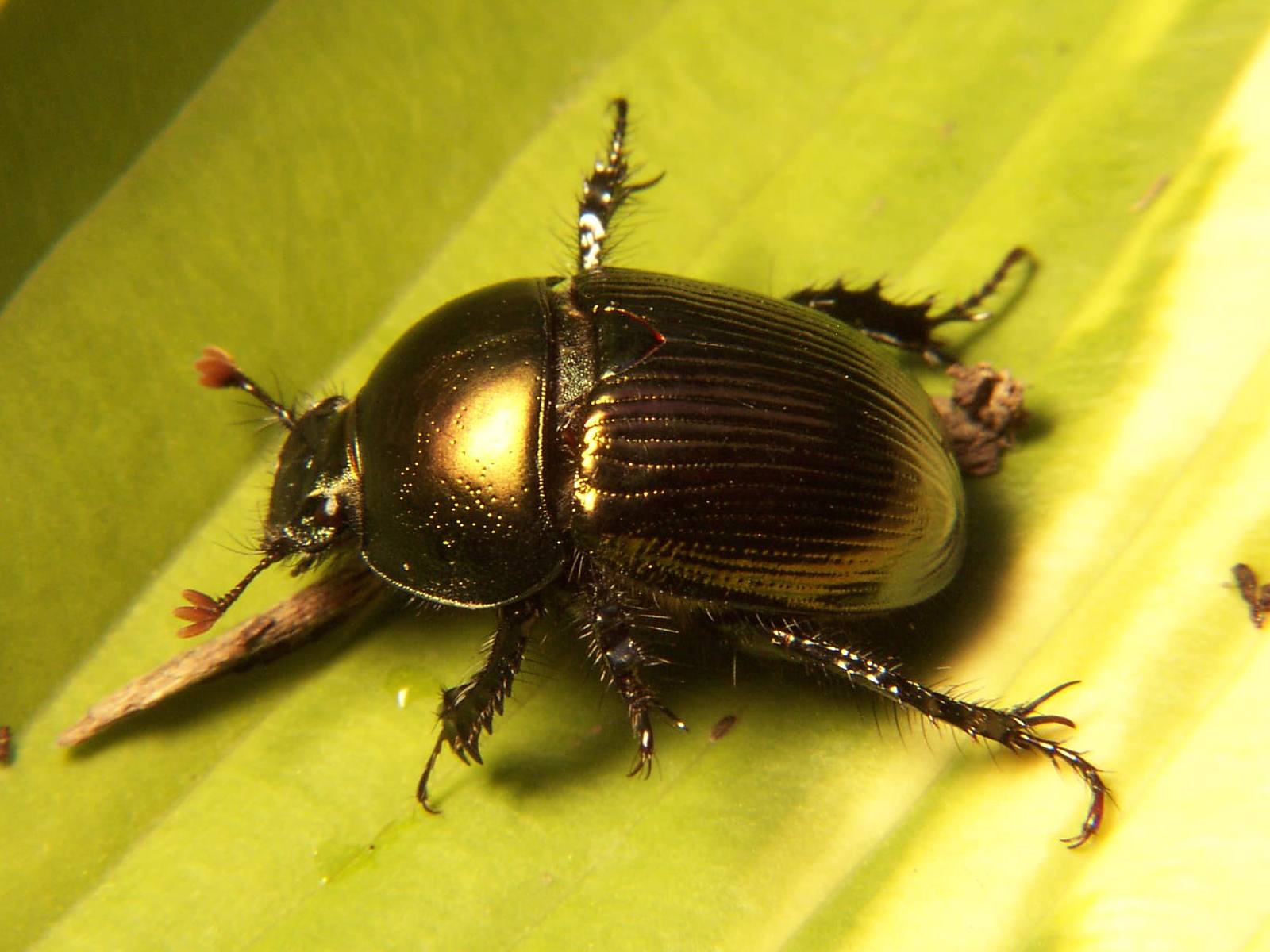
Geotrupes egeriei

Die Mistkäfer (Geotrupidae) sind eine Familie der Käfer innerhalb der Überfamilie Scarabaeoidea. Sie wurden früher als Unterfamilie zur Familie der Blatthornkäfer (Scarabaeidae) gezählt. Bis vor kurzem wurde ihr auch die jetzige Familie Bolboceratidae als Unterfamilie zugerechnet. Diese wurde aber von Browne & Scholtz 1995 in den Familienrang erhoben. Die Tiere leben in Wäldern, auf Feldern und in der Steppe. Bekannt sind etwas mehr als 150 Arten, 59 davon in Europa, in Mitteleuropa 11 in sechs Gattungen.
Die Käfer sind 10 bis 45 Millimeter lang. Sie haben eine dunkelbraune, violette oder schwarze Farbe, häufig metallisch schimmernd. Der Kopf ist nicht nach unten gekrümmt. Die Facettenaugen sind bei den Geotrupinae vollständig, ansonsten teilweise durch einen Canthus getrennt, die Ommatidien sind voll entwickelt (eucon). Der Epipharynx ist abgerundet und hat bei den Lethrinae einen eingekerbten Vorderrand; bei den anderen Unterfamilien ist er gerade. Die Fühler sind bei den Geotrupinae und den Lethrinae 11-gliedrig, bei den Taurocerastinae 10-gliedrig und tragen eine dreigliedrige Keule. Die Mandibeln sind bei den Taurocerastinae und den Geotrupinae langgestreckt, an der Spitze doppelt gezähnt und haben mesal eine Bürste und Verbindung. Bei den Lethrinae unterscheiden sie sich zwischen den Männchen und Weibchen; bei ersteren sind sie größer. Sie sind außerdem stark sklerotisiert Molaroberflächen und Bürste sind asymmetrisch gezahnt. Die Maxillarpalpen sind viergliedrig, die Labialpalpen gewöhnlich auch, bei den Lethrinae haben sie jedoch drei Glieder. Bei den Lethrinae ist die Maxilla stark modifiziert. Ein Empodium ist ausgebildet. Der dorsodistale Grat der Flügelader 2Ax hat einen langen und gekrümmten Apex und einen auffällig langen anterioren Bereich. Die Querader ScA-BR von 1BP ist ausgebildet. Die Stigmen am ersten bis achten Hinterleibssegment sind funktional. Das Stigma des ersten Hinterleibssegments befindet sich bei den Geotrupinae und Lethrinae am Sternit, die Stigmen II bis VII in der Pleuralmembran, bei der Gattung Geotrupes befindet sich das Stigma des achten Hinterleibssegment am Tergit, ansonsten ebenso in der Pleuralmembran. Bei den Taurocerastinae befindet sich das Stigma des ersten bis siebten Hinterleibssegments in der Pleuralmembran, das des achten am Tergit. Nur bei den Geotrupinae ist ein Zentralnervensystem bekannt, bei dem die Ganglien des Meso- und Metathorax miteinander teilweise verbunden und alle Ganglien des Hinterleibs mit dem Metathorax verbunden sind.

## Larven
Der Körper der Larven ist breit C-förmig. Die Segmente des Thorax und das erste bis sechste Segment des Hinterleibs sind dorsal in zwei Falten unterteilt. Das Cranium ist symmetrisch. Punktaugen (Ocelli) fehlen. Mit Ausnahme der Gattungen Taurocerastes und Frickius ist eine Frontoclypealnaht nicht ausgebildet. Die Stirnplatte (Clypeus) ist symmetrisch oder asymmetrisch. Das Labrum ist dreifach gelappt. Die Fühler sind dreigliedrig und haben keinen großen Sinnesfleck. Die Mandibeln sind asymmetrisch, haben ventral einen Fortsatz, und es fehlt der ventrale Stridulationsbereich. Galea und Lacinia sind deutlich voneinander getrennt. Am Schenkelring (Trochanter) der mittleren Beine und der hinteren Beine ist ein Organ zur Geräuscherzeugung ausgebildet. Die Hinterbeine sind bei manchen Arten deutlich verkürzt. Die Stigmen sind siebförmig (cribriform).

## Lebensweise

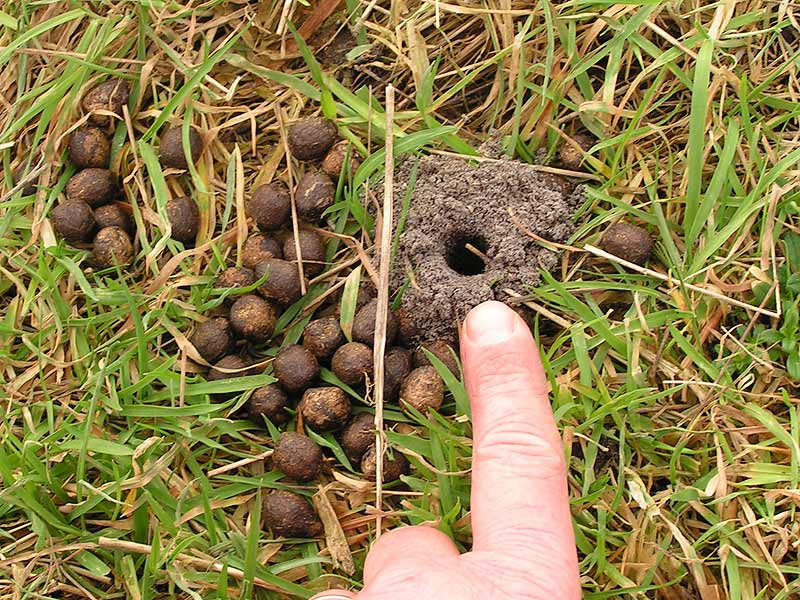
Eingang zur Brutkammer eines Stierkäfers neben Schafsdung

Die Imagines sind tag- und nachtaktiv, im Flug schwerfällig. Bei ihnen kann man Brutfürsorge beobachten: Männchen und Weibchen graben unterirdische Gänge bzw. eine Brutkammer und legen dort Nahrungsvorräte für ihre Larven an. Die Geotrupinae ernähren sich von Dung bis zu Pilzen und Humus. Die Lethrinae sind die einzige Unterfamilie, die frische Blätter sammelt und mazeriert. Die Taurocerastinae ernähren sich vom Dung pflanzenfressender Säugetiere. 
Bei den Lethrinae wurde nachgewiesen, dass sich die Tiere auf dem Weg von ihrer Brutkammer zur Nahrungsquelle unter anderem nach dem Sternenlicht orientieren. Eine von Marie Dacke geleitete Studie über dieses Orientierungsverfahren aus dem Jahr 2013  wurde mit einem Ig-Nobelpreis ausgezeichnet. 2016 wurde veröffentlicht, dass sich Mistkäfer dafür einen Schnappschuss des Nachthimmels mit seinen Leuchtquellen merken, während sie sich um die Hochachse drehend auf der Mistkugel tanzen.

## Taxonomie und Systematik
Die Familie wird in drei Unterfamilien unterteilt. Die Monophylie der Familie ist durch folgende Autapomorphien gut begründet: Bei den Imagines ist die mesale Mandibularbürste groß, das Prementum ist vom Mentum getrennt, der dorsodistale Ast der Flügelader 2Ax hat einen langen und gekrümmten Apex und einen auffällig langen anterioren Bereich, die Querader ScA-BR von 1BP ist ausgebildet und der Karyotyp beträgt 2n = 22 und nicht 20. Außerdem kann man bei den adulten Käfern Brutfürsorge beobachten. Auch die Monophylie der Unterfamilien ist gut begründet.
Die folgende Übersicht listet alle Unterfamilien sowie einige mitteleuropäischen Arten:
- Unterfamilie Geotrupinae (25 Gattungen, etwa 150 Arten; Holarktis, Neue Welt und eine Art (Geotrupes spiniger) in Australien eingeschleppt)
  - Waldmistkäfer (Anoplotrupes stercorosus)
  - Veränderlicher Mistkäfer (Geotrupes mutator)
  - Geotrupes spiniger
  - Gemeiner Mistkäfer (Geotrupes stercorarius)
  - Schwarzer Mistkäfer (Sericotrupes niger)
  - Stierkäfer (Typhaeus typhoeus)
  - Trypocopris alpinus
  - Frühlingsmistkäfer (Trypocopris vernalis)
- Unterfamilie Lethrinae (einzige Gattung Lethrus, etwa 80[8] bis 120[9] Arten; Osteuropa bis Zentralasien)
  - Rebenschneider (Lethrus apterus)
- Unterfamilie Taurocerastinae (2 Gattungen, 3 Arten; Südargentinien und Chile)

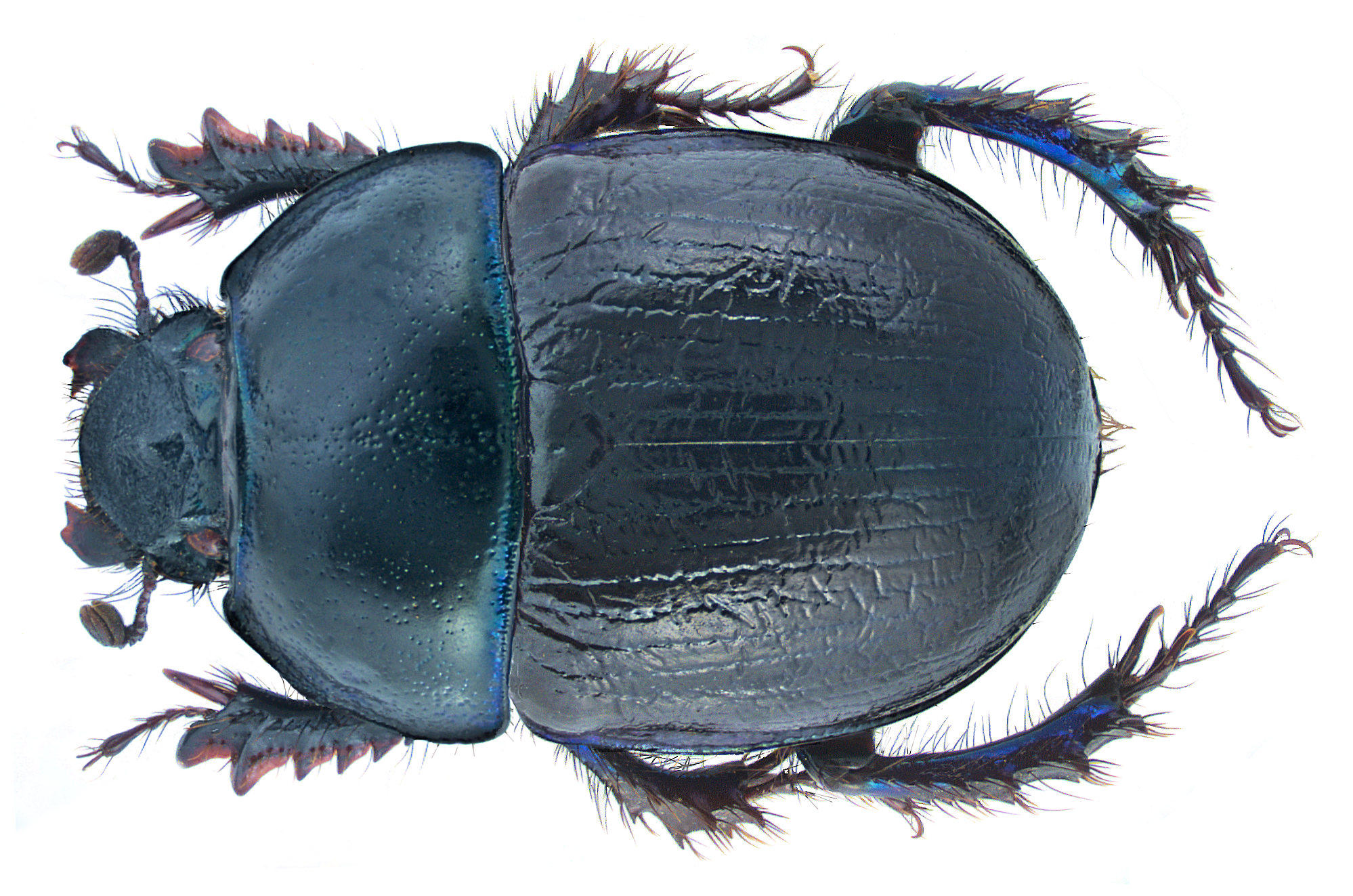
Männchen von Anoplotrupes stercorosus (Waldmistkäfer)
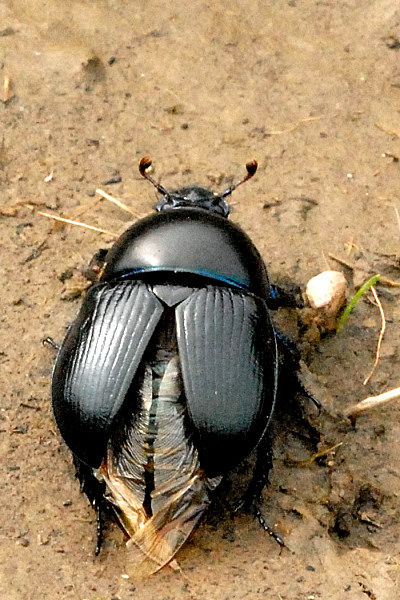
Geotrupes mutator (Veränderlicher Mistkäfer)
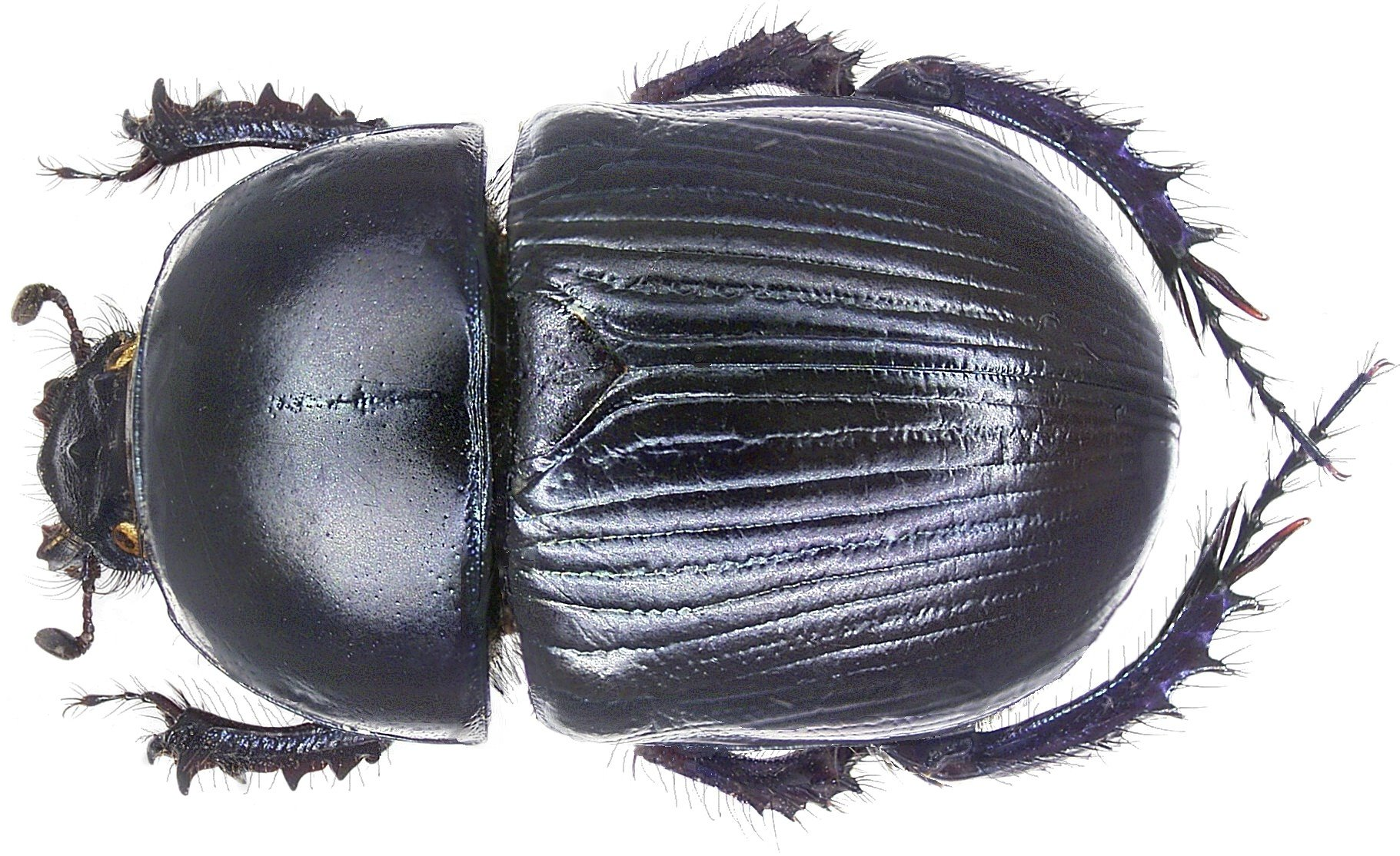
Männchen von Geotrupes spiniger
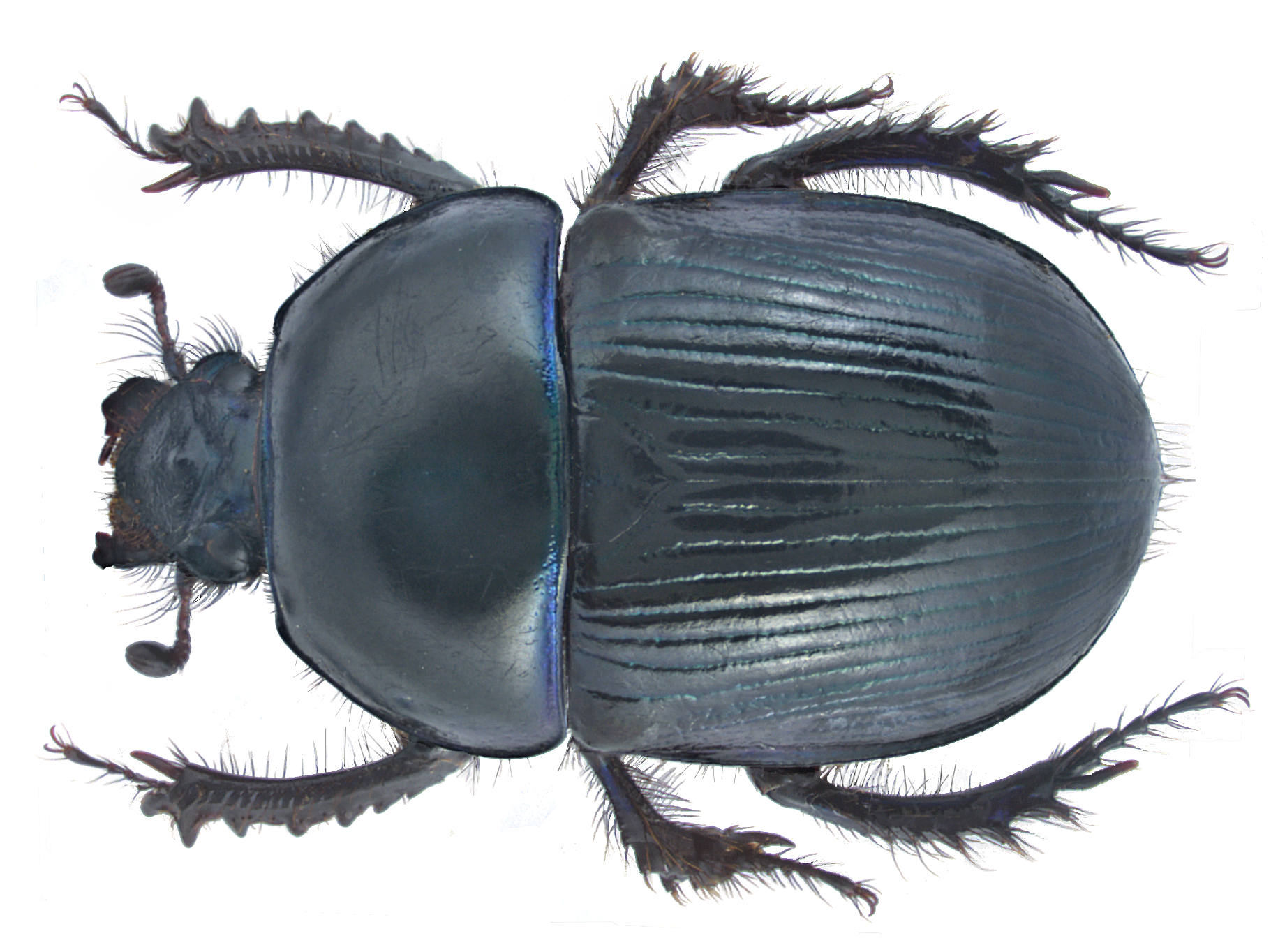
Männchen von Geotrupes stercorarius (Gemeiner Mistkäfer)
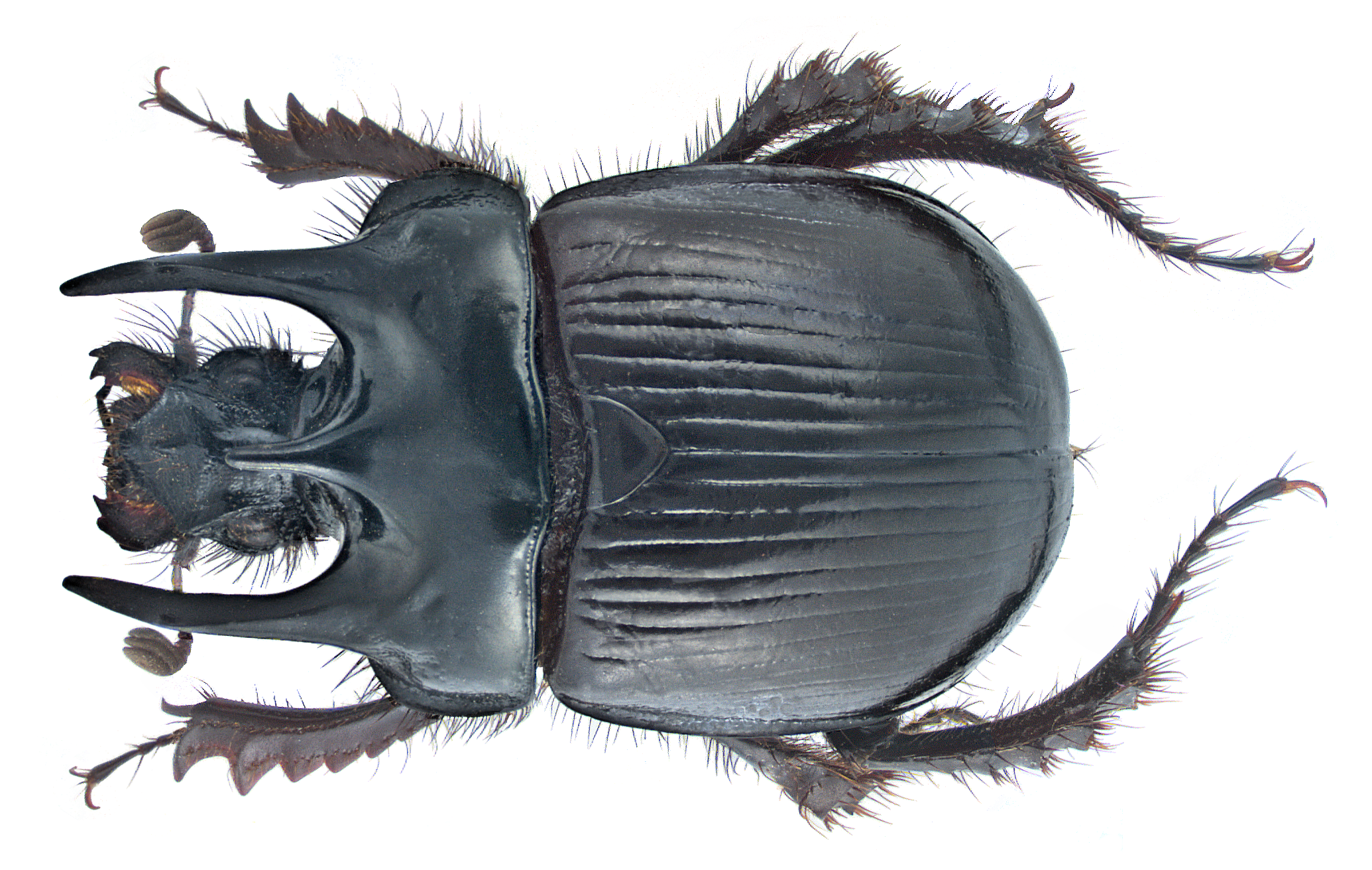
Männchen von Typhaeus typhoeus (Stierkäfer)
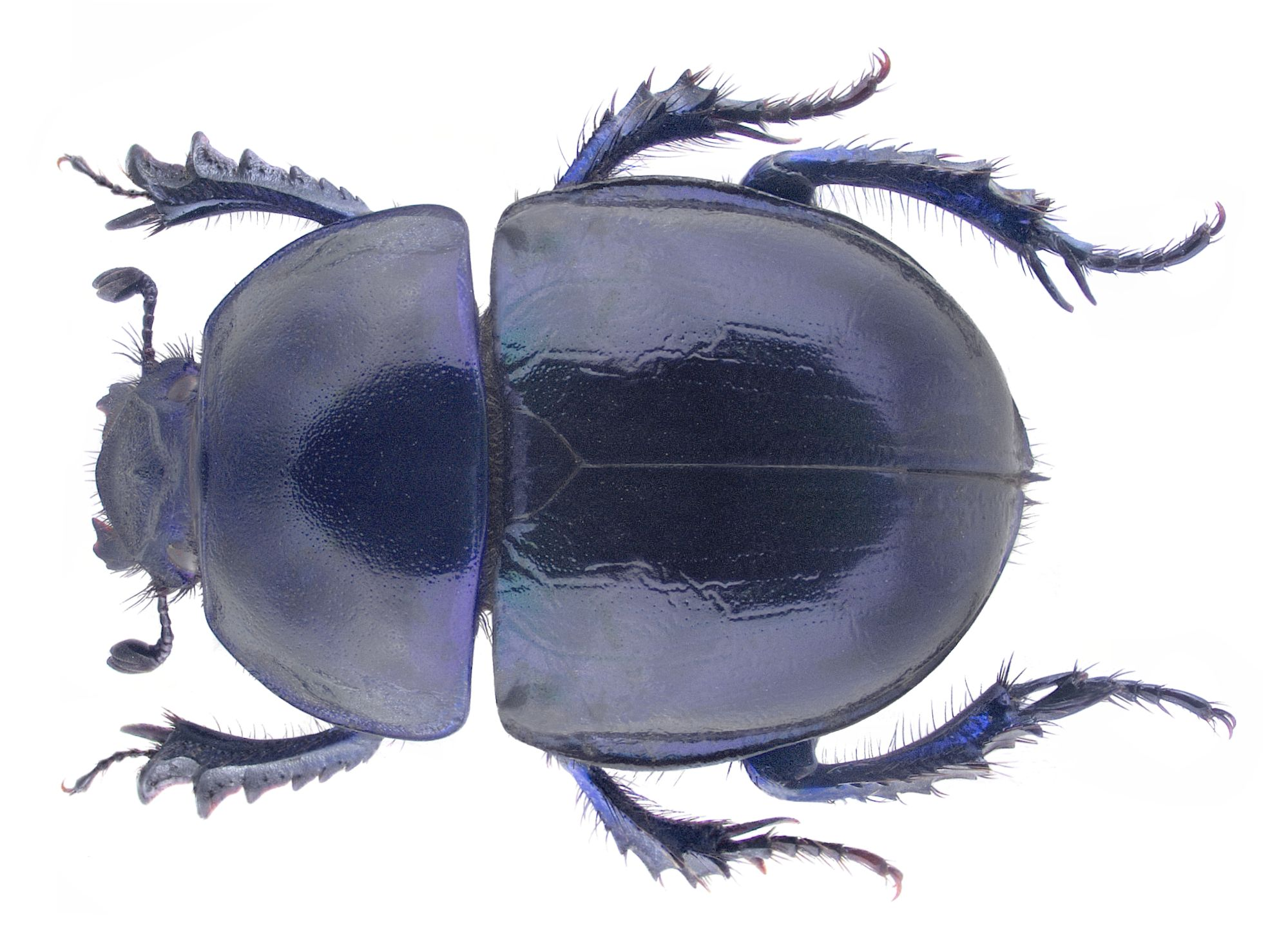
Weibchen von Trypocopris vernalis (Frühlingsmistkäfer)
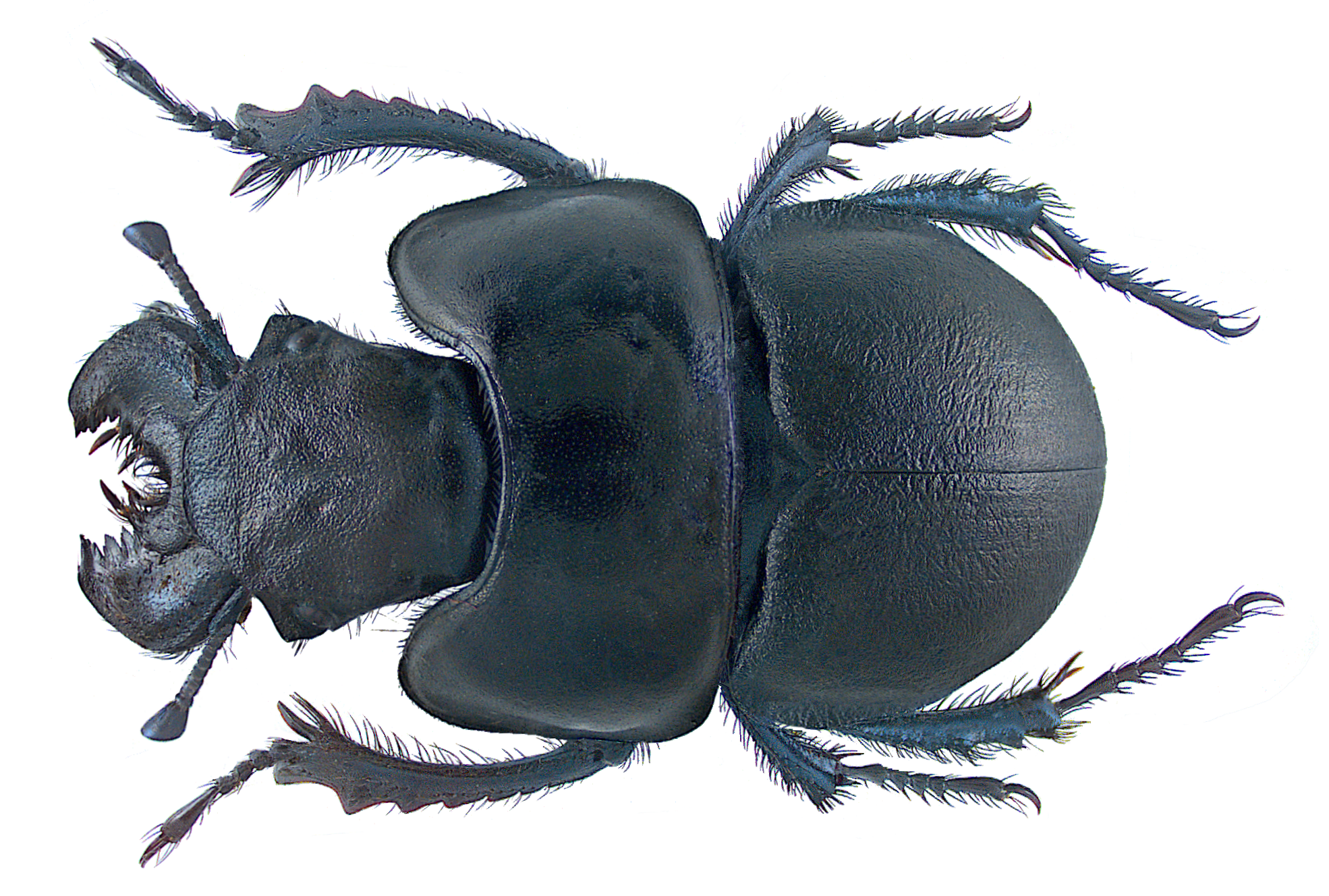
Männchen von Lethrus apterus (Rebenschneider)